# 克里斯蒂安·罗梅罗
克里斯蒂安·加夫列尔·罗梅罗（西班牙語：Cristian Gabriel Romero；1998年4月27日—），是一名阿根廷足球运动员，场上司职中后卫，目前效力於英超球队热刺，並擔任球隊隊長，同時是阿根廷國家足球隊成員。

## 俱乐部生涯

### 贝尔格拉诺
2016年，罗梅罗在阿职联球队贝尔格拉诺开始了自己的职业生涯。8月28日，在贝尔格拉诺与独立竞技的联赛比赛中，他完成了职业生涯首秀。一个月后，罗梅罗在贝尔格拉诺与科里蒂巴的南美杯16强赛中均有出场，但球队不幸被淘汰。在为贝尔格拉诺一线队效力的两个赛季中，他在各项赛事中完成了19次出场。

### 热那亚
2018年7月，罗梅罗加盟了意甲球队热那亚。10月28日，在仅仅为球队的第二场比赛中，他就在热那亚2-2战平乌迪内斯的比赛中打开了进球账户，这也是他职业生涯中的第一粒进球，但他也在不久后被出示红牌下场。2019年7月9日，意甲豪门尤文图斯宣布，罗梅罗将会接受其提供的体检，即将转会加盟。

### 尤文图斯

#### 被外租至热那亚
2019年7月12日，尤文图斯正式宣布，俱乐部已经签下了罗梅罗，转会费为2600万欧元，他将在赛季结束前继续以租借的形式留在热那亚效力。

#### 被外租至亚特兰大
2020年9月5日，罗梅罗租借加盟了另一支意甲球队亚特兰大，后者拥有买断条款，租期至2022年6月30日。

### 亚特兰大
2021年8月6日，尤文图斯宣布，亚特兰大已经激活了以1600万欧元签下罗梅罗的选项。

### 熱刺
2025年5月22日，羅梅羅助熱刺於歐洲聯賽決賽1-0擊敗曼聯，奪得冠軍，賽後獲選該場的最佳球員。

## 国家队生涯
罗梅罗曾代表过阿根廷U-20国青队比赛，在2017年的厄瓜多尔南美青年锦标赛获得了7次出场机会。2017年4月，在2017年韩国世青赛开始之前，他被阿根廷征召集训，但落选了赛事大名单。2019年9月，罗梅罗被阿根廷U-23征召。
2021年6月3日，在阿根廷主场1-1战平智利的世界杯预选赛中，罗梅罗首发登场，完成了成年国家队首秀。
2022年11月，罗梅罗入選2022年世界盃阿根廷國家隊26人名單。

## 榮譽

### 俱乐部
热刺
- 欧洲联赛冠軍：2024–25年

### 國家隊
阿根廷
- 美洲國家盃冠軍：2021年、2024年
- 世界盃冠軍：2022年

## 生涯数据

### 俱乐部
最後更新：2022年5月22日
| 俱乐部           | 赛季     | 联赛     | 联赛 | 联赛 | 足總盃 | 足總盃 | 聯賽盃 | 聯賽盃 | 洲际 | 洲际 | 其他 | 其他 | 合计 | 合计 |
| 俱乐部           | 赛季     | 联赛等级 | 出场 | 进球 | 出场   | 进球   | 出场   | 进球   | 出场 | 进球 | 出场 | 进球 | 出场 | 进球 |
| ---------------- | -------- | -------- | ---- | ---- | ------ | ------ | ------ | ------ | ---- | ---- | ---- | ---- | ---- | ---- |
| 贝尔格拉诺竞技   | 2016–17  | 阿甲     | 13   | 0    | 0      | 0      | —      | —      | 2    | 0    | —    | —    | 15   | 0    |
| 贝尔格拉诺竞技   | 2017–18  | 阿甲     | 3    | 0    | 1      | 0      | —      | —      | 0    | 0    | —    | —    | 4    | 0    |
| 贝尔格拉诺竞技   | 合计     | 合计     | 16   | 0    | 1      | 0      | —      | —      | 2    | 0    | —    | —    | 19   | 0    |
| 热那亚           | 2018–19  | 意甲     | 27   | 2    | 0      | 0      | —      | —      | —    | —    | —    | —    | 27   | 2    |
| 热那亚（外租）   | 2019–20  | 意甲     | 30   | 1    | 3      | 0      | —      | —      | —    | —    | —    | —    | 33   | 1    |
| 热那亚（外租）   | 合计     | 合计     | 57   | 3    | 3      | 0      | —      | —      | —    | —    | —    | —    | 60   | 3    |
| 亚特兰大（外租） | 2020–21  | 意甲     | 31   | 2    | 4      | 0      | —      | —      | 7    | 1    | —    | —    | 42   | 3    |
| 熱刺（外租）     | 2021–22  | 英超     | 22   | 1    | 2      | 0      | 2      | 0      | 4    | 0    | —    | —    | 30   | 1    |
| 生涯合计         | 生涯合计 | 生涯合计 | 126  | 6    | 10     | 0      | 2      | 0      | 13   | 1    | 0    | 0    | 151  | 7    |

1. ↑  在南美杯中的出场
2. ↑  在欧冠中的出场
3. ↑  在歐協聯中的出场